# 弗拉瑟·法維埃
弗拉瑟·法維埃（英語：Fraser Fyvie；1993年3月27日—）是一位蘇格蘭足球運動員。在場上的位置是中場。他現在效力於蘇格蘭足球超級聯賽球隊希伯尼安足球俱樂部At the end of the season, Fyvie signed a two-year contract with Hibs.。他也代表蘇格蘭各級國家青年足球隊參賽。

## 外部連結
- 足球数据库：弗拉瑟·法維埃的球员统计数据